# Клавий (лунный кратер)
Кратер Клавий (лат. Clavius) — огромный древний ударный кратер, расположенный в южной части видимой стороны Луны в гористой местности, к югу от кратера Тихо. Кратер Клавий является одним из древнейших образований на Луне и предположительно относится к нектарскому периоду, то есть его возраст составляет 3,85—3,92 миллиарда лет. Назван в честь Христофора Клавия (1537—1612) — германского математика и астронома, члена ордена иезуитов. Название присвоено итальянским астрономом-иезуитом Джованни Риччиоли, который выбрал для собрата по ордену один из самых крупных кратеров. Название утверждено Международным Астрономическим Союзом (МАС) в 1935 г.

## Описание кратера

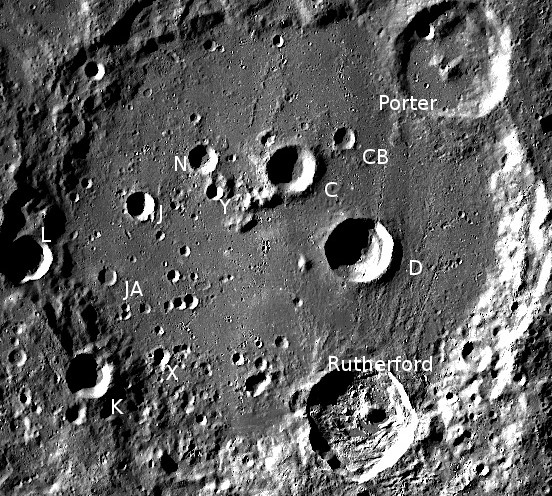
Снимок зонда Lunar Reconnaissance Orbiter.

Диаметр кратера составляет 230 км, глубина 4,9 км, кратер является третьим по величине на видимой стороне Луны и видим даже невооруженным глазом. На северо-востоке от него находится кратер Маджини, на северо-западе — кратер Лонгомонтан. Селенографические координаты центра кратера — 58°37′ ю. ш. 14°44′ з. д. / 58,62° ю. ш. 14,73° з. д..
Несмотря на свой возраст, кратер довольно неплохо сохранился. Его вал испещрен мелкими кратерами, имеет сложную полигональную форму, над окружающей кратер местностью поднимается незначительно. Наибольшую высоту вал имеет на юго-востоке (около 5,2 км по отношению к дну кратера). Средняя высота вала над окружающей местностью составляет 2120 м. Ширина и наклон вала неравномерны, южная часть имеет наиболее крутой склон. Дно кратера усеяно большим количеством кратеров, имеет выпуклую форму и сравнительно ровную поверхность. В центре кратера находятся остатки массива центральных пиков небольшой высоты. Малая высота центральных пиков и сравнительно ровное дно кратера заставляют предположить, что после образования кратера его дно было залито лавой.

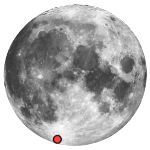
Месторасположение кратера

Южная часть вала кратера перекрыта кратером Резерфурд диаметром 50 км, на северо-восточной части вала кратера лежит кратер Портер диаметром 51 км, который ранее именовался сателлитным кратером Клавий В. C кратера Резерфурд, против часовой стрелки, начинается дуга уменьшающихся в диаметре кратеров: Резерфурд (50) — Клавий D (28) — Клавий C (21) — Клавий N (13) — Клавий J (12) — Клавий JA (см. карту LAC126 Архивная копия от 27 мая 2016 на Wayback Machine и фотографию в разделе «Сателлитные кратеры»). Эта интересная последовательность часто используется в любительской астрономии как эталон для оценки разрешающей способности телескопа.
Другая интересная последовательность кратеров находится в западной части кратера Клавий на широте 59,5°. Это группа из трех маленьких, накладывающихся друг на друга кратеров, расположенных удивительно ровно и с пропорциональным увеличением диаметров в направлении с запада на восток, причем последним, видимо, образовался самый маленький кратер, а первым — самый большой (см. фото).

## Сателлитные кратеры
| Клавий | Координаты                                            | Диаметр, км |
| ------ | ----------------------------------------------------- | ----------- |
| C      | 57°43′ ю. ш. 14°11′ з. д. / 57,72° ю. ш. 14,19° з. д. | 21,0        |
| D      | 58°49′ ю. ш. 12°26′ з. д. / 58,82° ю. ш. 12,43° з. д. | 27,9        |
| E      | 51°31′ ю. ш. 12°44′ з. д. / 51,51° ю. ш. 12,74° з. д. | 15,8        |
| F      | 55°26′ ю. ш. 22°05′ з. д. / 55,44° ю. ш. 22,08° з. д. | 7,3         |
| G      | 52°01′ ю. ш. 14°00′ з. д. / 52,02° ю. ш. 14,00° з. д. | 16,8        |
| H      | 51°50′ ю. ш. 15°52′ з. д. / 51,84° ю. ш. 15,86° з. д. | 32,6        |
| J      | 58°10′ ю. ш. 18°10′ з. д. / 58,17° ю. ш. 18,17° з. д. | 12,4        |
| K      | 60°28′ ю. ш. 19°52′ з. д. / 60,46° ю. ш. 19,86° з. д. | 19,6        |
| L      | 58°46′ ю. ш. 21°20′ з. д. / 58,77° ю. ш. 21,34° з. д. | 23,4        |
| M      | 54°46′ ю. ш. 11°38′ з. д. / 54,76° ю. ш. 11,63° з. д. | 47,9        |
| N      | 57°34′ ю. ш. 16°30′ з. д. / 57,57° ю. ш. 16,5° з. д.  | 12,8        |
| O      | 56°59′ ю. ш. 16°40′ з. д. / 56,99° ю. ш. 16,66° з. д. | 4,4         |
| P      | 56°56′ ю. ш. 7°30′ з. д. / 56,93° ю. ш. 7,50° з. д.   | 13,2        |
| R      | 53°15′ ю. ш. 15°26′ з. д. / 53,25° ю. ш. 15,43° з. д. | 7,7         |
| T      | 60°41′ ю. ш. 15°13′ з. д. / 60,68° ю. ш. 15,22° з. д. | 8,1         |
| W      | 56°00′ ю. ш. 16°15′ з. д. / 56,00° ю. ш. 16,25° з. д. | 5,0         |
| X      | 60°15′ ю. ш. 17°49′ з. д. / 60,25° ю. ш. 17,81° з. д. | 6,5         |
| Y      | 58°01′ ю. ш. 16°13′ з. д. / 58,02° ю. ш. 16,22° з. д. | 7,1         |

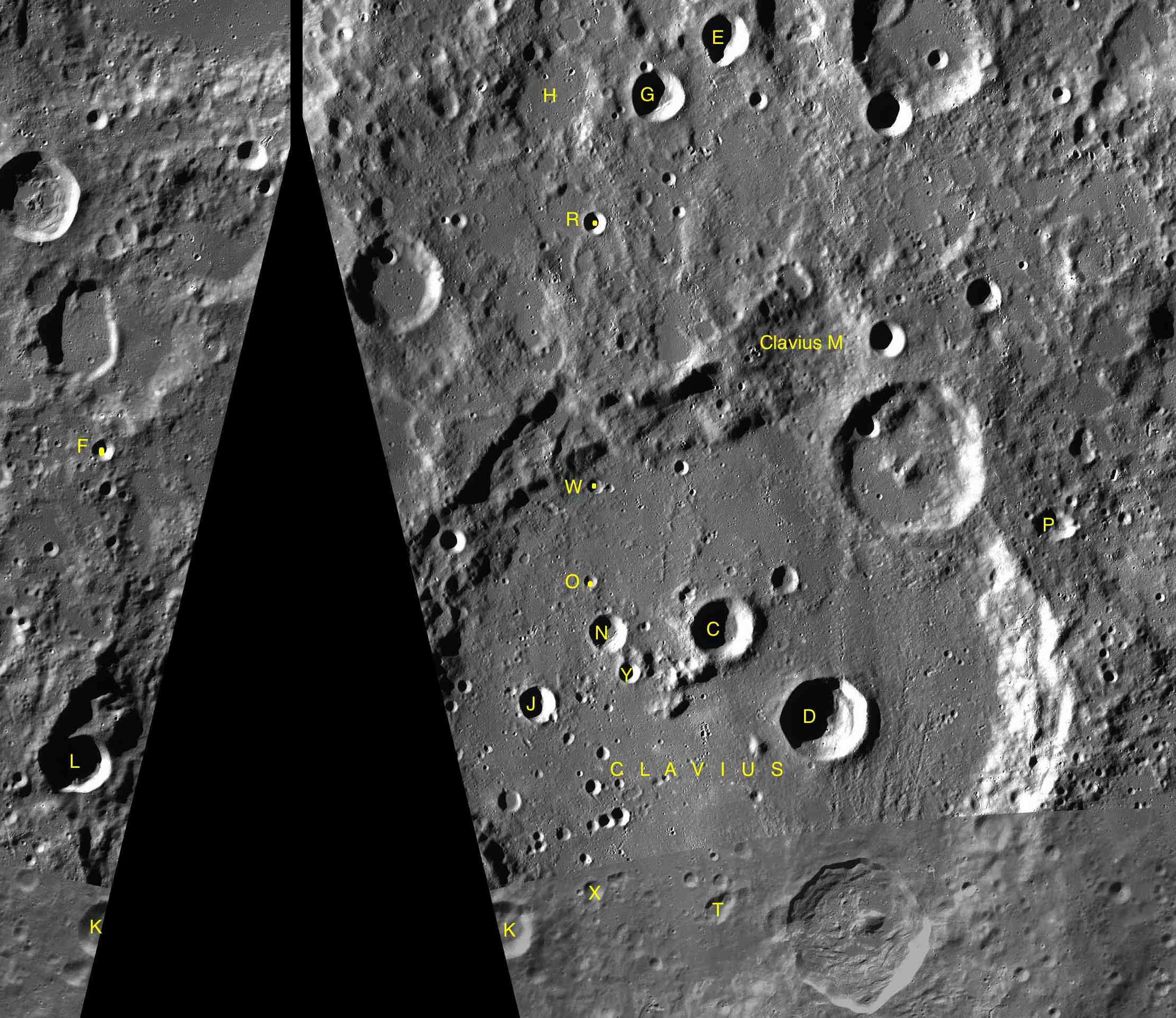
Фрагменты карт LAC-125, LAC-126.

- Сателлитный кратер Клавий В в 1970 г. переименован Международным Астрономическим Союзом в кратер Портер.

- Сателлитный кратер Клавий G включен в список кратеров с темными радиальными полосами на внутреннем склоне Ассоциации лунной и планетарной астрономии (ALPO)[6].